# 西原村
西原村（にしはらむら）は、熊本県にある村。阿蘇郡に属する。

## 地理
熊本市中心地から東へ約20km、熊本都市圏と阿蘇カルデラ（南郷谷）の間にある。阿蘇外輪山の西麓に位置し、原野と森林が多い緑豊かな村である。村の中心は熊本市や熊本空港に近い西北部にあり、移住者も多く人口は増加傾向にある（#人口）。
阿蘇山から吹く東風を「まつぼり風」と呼ぶ。
熊本市から一番近い村であり、南阿蘇観光の玄関口でもある。西隣の益城町に平成11年に高速道路のインターチェンジが新設され、阿蘇外輪山の俵山から南阿蘇村（南郷谷）に入るバイパス道路・トンネルなど道路の新設改良も進み、観光・交流施設、直売施設等も整備されたため、ドライブやレジャーなどで来訪する観光客は増加傾向にある。ロードサイド店舗が急増したが、個人の開いた個性的な飲食店・菓子店・ペンションなども少なくない。
- 山：俵山（1095m）、冠ヶ岳
- 河川：鳥子川、木山川、布田川、滝川
- 湖沼：大切畑ため池

### 隣接している自治体
- 熊本県
  - 阿蘇郡南阿蘇村
  - 菊池郡大津町、菊陽町
  - 上益城郡益城町、御船町、山都町

### 地名
- 河原（旧河原村）
- 小森（旧山西村）
- 鳥子（旧山西村）
- 布田（旧山西村）
- 宮山（旧山西村）

## 歴史

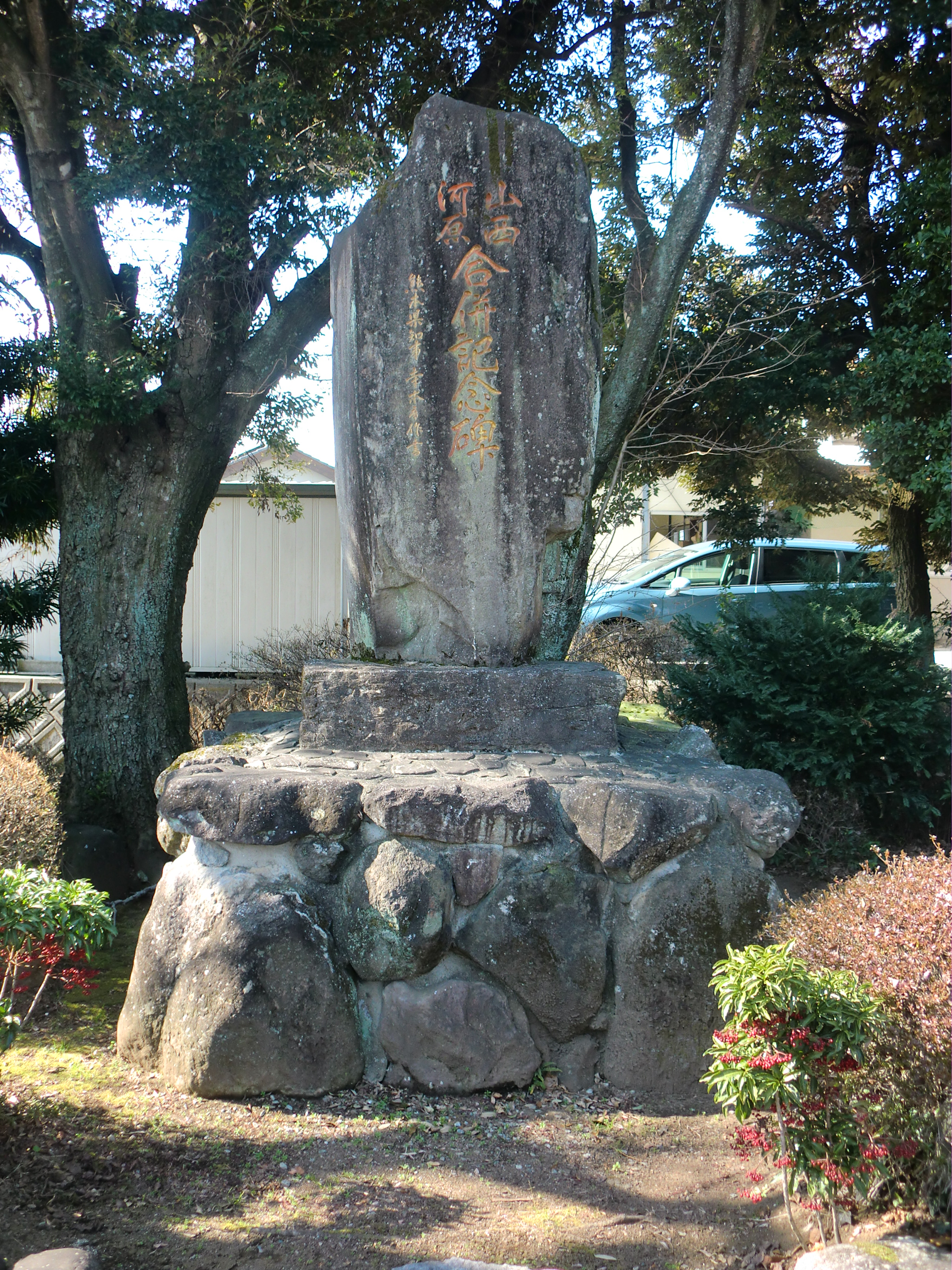
山西村・河原村合併記念碑

- 1889年（明治22年）4月1日 - 阿蘇郡山西村および上益城郡河原村が村制施行。
- 1956年（昭和31年）8月1日 - 阿蘇郡錦野村の一部を山西村に編入（錦野村の他の地区は他町村と合併し、大津町となる）。
- 1960年（昭和35年）9月1日 - 山西村と河原村が対等合併。両者の自治体名の1文字ずつを合わせた西原村が発足。
- 2016年（平成28年）4月16日 - 午前1時25分頃に発生した「平成28年熊本地震」で震度7を観測した[1][2]。なお、当初の震度は「不明」であった。

## 行政
- 村長：吉井誠

## 経済
- 特産品はサツマイモ（甘藷）、サトイモ、ラッカセイなど。

## 地域

### 人口
6925人（令和4年12月末現在）
| |                                        |  |
| 西原村と全国の年齢別人口分布（2005年） | 西原村の年齢・男女別人口分布（2005年） |  |
| ■紫色 ― 西原村 ■緑色 ― 日本全国 | ■青色 ― 男性 ■赤色 ― 女性              |  |
| 西原村（に相当する地域）の人口の推移 \| 1970年（昭和45年） \| 5,132人 \| \| \| 1975年（昭和50年） \| 4,813人 \| \| \| 1980年（昭和55年） \| 4,824人 \| \| \| 1985年（昭和60年） \| 4,921人 \| \| \| 1990年（平成2年） \| 5,024人 \| \| \| 1995年（平成7年） \| 5,144人 \| \| \| 2000年（平成12年） \| 5,728人 \| \| \| 2005年（平成17年） \| 6,352人 \| \| \| 2010年（平成22年） \| 6,792人 \| \| \| 2015年（平成27年） \| 6,802人 \| \| \| 2020年（令和2年） \| 6,426人 \| \| |                                        |  |
| 総務省統計局 国勢調査より |                                        |  |
| 1970年（昭和45年） | 5,132人                                |  |
| 1975年（昭和50年） | 4,813人                                |  |
| 1980年（昭和55年） | 4,824人                                |  |
| 1985年（昭和60年） | 4,921人                                |  |
| 1990年（平成2年） | 5,024人                                |  |
| 1995年（平成7年） | 5,144人                                |  |
| 2000年（平成12年） | 5,728人                                |  |
| 2005年（平成17年） | 6,352人                                |  |
| 2010年（平成22年） | 6,792人                                |  |
| 2015年（平成27年） | 6,802人                                |  |
| 2020年（令和2年） | 6,426人                                |  |

### 教育
- 西原村立西原中学校
- 西原村立山西小学校
- 西原村立河原小学校

## 交通

### 空港
- 最寄り空港は熊本空港（阿蘇くまもと空港、益城町）。

### 鉄道
- 村内に鉄道路線はない。最寄り駅は豊肥本線肥後大津駅（大津町）。

### バス路線
- 産交バス
  - 大津町 - 西原村 - 益城町
    - 大津産交 - 大津中央 - （森・岩坂） - 西原役場前 - 津森 - 木山産交

  - 快速「たかもり号」：熊本市 - 益城町 - 西原村 - 南阿蘇村 - 高森町
    - 西部車庫 - 熊本駅前 - 熊本桜町バスターミナル - グランメッセ熊本前 - 阿蘇くまもと空港 - 西原役場入口 - JA久木野給油所横 - 高森中央

### 道路
- 高速道路の最寄りインターチェンジは九州自動車道益城熊本空港インターチェンジ（益城町）。
- 県道
  - 熊本県道28号熊本高森線
  - 熊本県道206号堂園小森線
  - 熊本県道225号山西大津線

## 名所・旧跡・観光スポット・祭事・催事
- 阿蘇ミルク牧場
- 白糸の滝

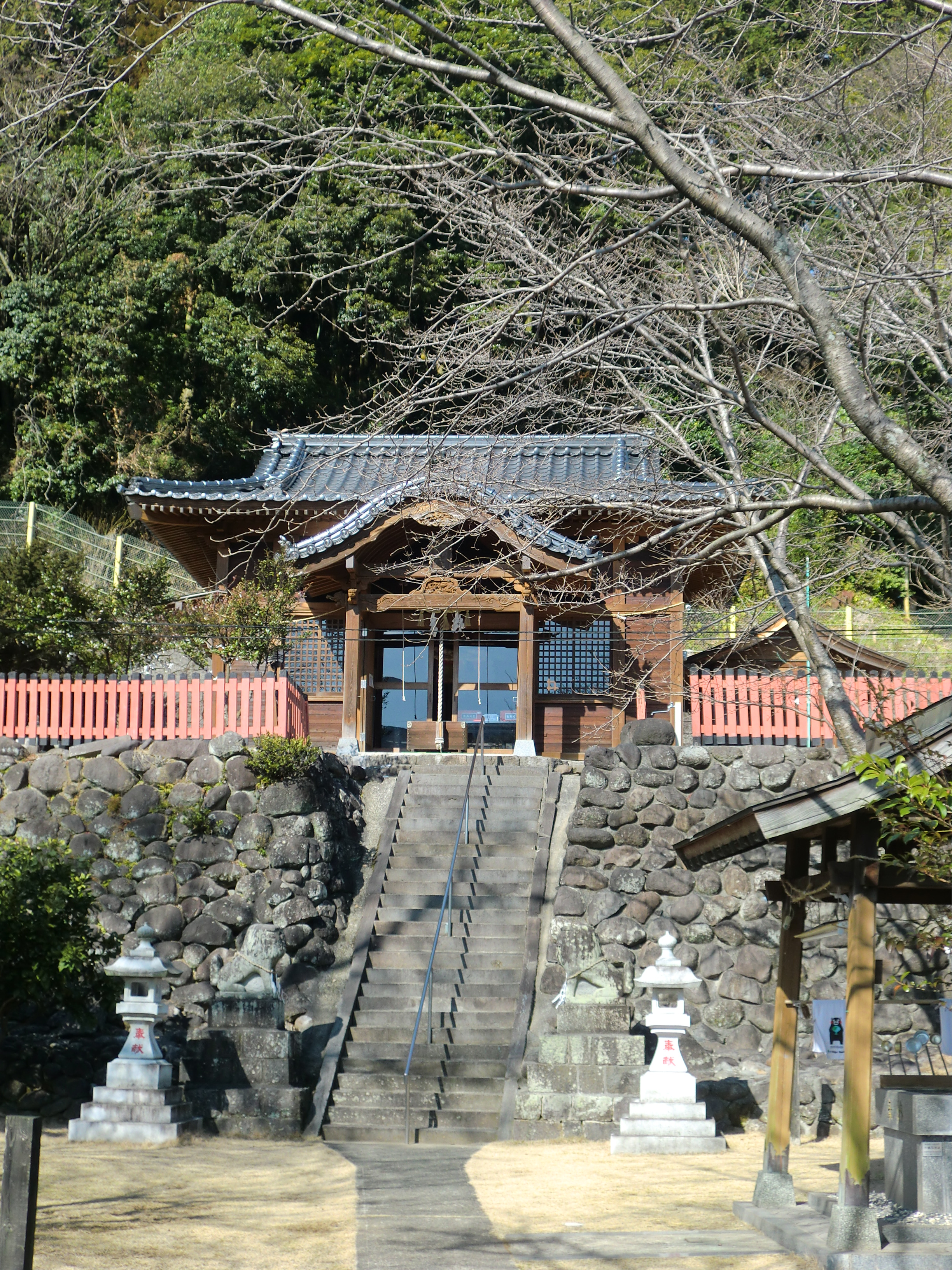
白山姫神社

- 風の里キャンプ場 - 野外ステージやバンガロー、常設テント、70mのローラースライダーなどがある多目的プレイゾーン。
- 俵山交流館 萌の里・コスモス園 - 地元の特産品や野菜の展示販売があり、レストランではだご汁定食など田舎料理が味わえる。また、陶芸の体験もできる。秋には、約100万本のコスモスが咲き、「コスモス祭り」が開かれる。
- 俵山扇坂展望所 - 熊本市内やその先の有明海を一望できる。俵山周辺は、秋はススキも見頃。
- 阿蘇にしはらウインドファーム - 2005年（平成17年）3月に俵山の山麓で営業運転を開始した九州最大級の風力発電所。直径66mの巨大な10基の風車は、熊本市東部の郊外からも望見することができる。
- 白山姫神社

## 出身著名人
- 園田隼 - 陸上競技長距離走・マラソン選手
- 山野和明 - 元プロ野球選手 • 西武ライオンズ • 中日ドラゴンズ
- 大津一洋 - 元プロ野球選手 • 西武ライオンズ
- 渡邉陸 - プロ野球選手 • 福岡ソフトバンクホークス